# 渡辺幸太郎
渡辺 幸太郎（渡邊、わたなべ こうたろう、1888年10月23日 - 1985年8月17日）は、日本の政治家。衆議院議員（1期）。

## 経歴
新潟県出身。1905年、新潟商業学校卒。陸軍に入り、歩兵中尉となる。亀田町長、同町議、新潟県議、国勢調査員、小作調停委員、帝国在郷軍人会亀田町分会長、新潟時事新聞社理事となる。
1932年の第18回衆議院議員総選挙において新潟2区(当時)から立憲政友会公認で立候補して当選。1936年の第19回衆議院議員総選挙には出馬しなかった。1969年亀田町名誉町民。1985年死去。